# Győrffy György
Győrffy György (Kaposvár, 1920. április 24. – Budapest, 1984. november 14.) magyar színész, szinkronszínész.

## Életpályája
1943-ban a Színiakadémia elvégzése után egy évre a Nemzeti Színház ösztöndíjasa lett. Ezután a Pécsi Nemzeti, a szolnoki Szigligeti, a győri Kisfaludy és a Miskolci Nemzeti Színház tagja volt. 1957-től a Vígszínház, 1964-től haláláig a Nemzeti Színház művésze volt.

## Híres szerepei
- Tolsztoj–Piscator: Háború és béke – Pierre Bezuhov
- Szophoklész: Antigoné, Oidipusz király – Kreón
- Móricz Zsigmond: Úri muri – Borbiró
- Vörösmarty Mihály: Czillei és a Hunyadiak – Gara nádor
- Katona József: Bánk bán – Myska bán
- Sütő András: A szuzai menyegző – Besszosz

## Színházi szerepei
A Színházi Adattárban regisztrált bemutatóinak száma: 137
| darab                 | szerep            | műfaj                 | szerző        | rendező    | társulat      | bemutató        |
| --------------------- | ----------------- | --------------------- | ------------- | ---------- | ------------- | --------------- |
| Dörmögőék csodajátéka | Ravaszkári Oszkár | zenés gyermek előadás | Gyárfás Endre | Éless Béla | Vándorszínház | 1989. május 27. |

## Filmjei
| év   | cím                               | szerep                         | megjegyzés         |
| ---- | --------------------------------- | ------------------------------ | ------------------ |
| 1983 | Fürkész történetei                |                                | tévéfilmsorozat    |
| 1983 | Tizenhat város tizenhat leánya    | Várnagy                        | tévéfilm           |
| 1982 | Három szabólegények               | Szíjgyártó                     | mesejáték          |
| 1981 | Tündér Lala                       | Dagi                           | mesejáték          |
| 1980 | IV. Henrik király                 |                                | tévéfilm           |
| 1980 | A sipsirica                       | Vidovics                       | tévéfilm           |
| 1980 | Fekete rózsa                      |                                | tévéfilm           |
| 1980 | Kojak Budapesten                  | szomszéd                       | filmvígjáték       |
| 1980 | Prolifilm                         | Plébános                       | tévéfilm           |
| 1979 | Szakonyi Károly: Hongkongi paróka |                                | színházi felvétel  |
| 1979 | Kinek a törvénye?                 |                                | tévéfilm           |
| 1979 | Hongkongi paróka                  | Krecskai Géza                  | tévéfilm           |
| 1978 | Feltételes vallomás               |                                | tévéjáték          |
| 1978 | Úszó jégtáblák                    |                                | tévéfilm           |
| 1978 | Földünk és vidéke                 |                                | játékfilm          |
| 1977 | Mákszem Matyi                     | Ökörfői úr                     | ifjúsági tévéfilm  |
| 1977 | Földünk és vidéke                 |                                | tévéfilm           |
| 1977 | A cárné összeesküvése             |                                | tévéfilm           |
| 1976 | Tizenegy több mint három          | bányászbizottsági tag          | tévéfilm           |
| 1976 | Barátom, Bonca                    |                                | ifjúsági tévéfilm  |
| 1975 | Felelet 4. epizód                 |                                | tévéfilmsorozat    |
| 1974 | Az ozorai példa                   |                                | tévéfilm           |
| 1974 | Pokol-Inferno                     |                                | tévéjáték          |
| 1973 | A palacsintás király              | Dagadó herceg                  | mesejáték          |
| 1973 | Bolond és szörnyeteg              |                                | tévéfilm           |
| 1973 | Kakuk Marci                       | kovács                         | filmvígjáték       |
| 1972 | György barát                      |                                | tévéfilm           |
| 1972 | Hahó, a tenger!                   |                                | mesefilm           |
| 1971 | Asszonyok mesélik                 |                                | tévéfilm           |
| 1971 | Egy óra múlva itt vagyok…         | csendőr törzsőrmester          | tévéfilmsorozat    |
| 1971 | Vidám elefántkór                  | tanácselnök                    | tévéfilm           |
| 1971 | Rózsa Sándor                      | Pandilkó Guszti, szegedi nábob | tévéfilmsorozat    |
| 1970 | Őrjárat az égen                   | Dávid Gyula édesapja           | tévéfilmsorozat    |
| 1970 | Szép magyar komédia               | pap                            | filmdráma          |
| 1970 | Mérsékelt égöv                    | vadász                         | filmdráma          |
| 1970 | A mi emberünk                     | igazgató                       | oktatófilm         |
| 1969 | A tanú                            | Börtönigazgató                 | filmszatíra        |
| 1969 | Hazai pálya                       | csapattag                      | filmdráma          |
| 1968 | Az utolsó kör                     | buszellenőr                    | filmdráma          |
| 1968 | Alfa Rómeó és Júlia               |                                | filmvígjáték       |
| 1968 | Kira Georgievna                   |                                | tévéfilm           |
| 1968 | Bors – Magdolnabál                |                                | tévéfilmsorozat    |
| 1967 | Princ, a katona                   | hadtáp parancsnok              | tévéfilmsorozat    |
| 1966 | Én, Strasznov Ignác, a szélhámos  | főkapitány                     | tévéfilm           |
| 1966 | Ketten haltak meg                 | Ciklon apja                    | filmdráma          |
| 1966 | Egy magyar nábob                  |                                | játékfilm          |
| 1966 | Minden kezdet nehéz               |                                | játékfilm          |
| 1965 | Honfoglalás I-II.                 | Csabai                         | játékfilm          |
| 1965 | A tizedes meg a többiek           | szovjet főhadnagy              | filmvígjáték       |
| 1965 | Az asszony beleszól               | doktor                         | tévéfilm           |
| 1965 | Iván Iljics halála                | Iván Iljics sogora             | tévéfilm           |
| 1964 | Már nem olyan időket élünk        | Tibor barátja                  | filmdráma          |
| 1964 | Új Gilgames                       |                                | filmdráma          |
| 1964 | Karácsonyi ének                   | üzletember                     | tévéfilm           |
| 1964 | Másfél millió                     |                                | játékfilm          |
| 1964 | Rab Ráby                          | Pálffy                         | játékfilm          |
| 1963 | Fotó Háber                        |                                | játékfilm          |
| 1963 | Bálvány                           | Kárász                         | játékfilm          |
| 1963 | Oldás és kötés                    | művész                         | filmdráma          |
| 1963 | Párbeszéd                         | gyári vezető                   | játékfilm          |
| 1963 | Hattyúdal                         | Csordás                        | filmszatíra        |
| 1963 | Örökre eltiltva                   | géplakatos                     | oktatófilm         |
| 1962 | Mici néni két élete               | Dr. Kálmán háziorvos           | filmvígjáték       |
| 1962 | Esős vasárnap                     | Erzsi papája                   | játékfilm          |
| 1962 | Húsz évre egymástól               |                                | játékfilm          |
| 1962 | Délibáb minden mennyiségben       |                                | játékfilm          |
| 1961 | Alba Regia                        |                                | játékfilm          |
| 1961 | Jó utat, autóbusz                 |                                | játékfilm          |
| 1961 | Nem ér a nevem                    | mozi üzemvezető                | játékfilm          |
| 1961 | Az ígéret földje                  |                                | játékfilm          |
| 1961 | Puskák és galambok                |                                | játékfilm          |
| 1961 | Csutak és a szürke ló             | mozdonyvezető                  | ifjúsági játékfilm |
| 1961 | Négyen az árban                   | ezredes                        | játékfilm          |
| 1960 | Az arcnélküli város               | Kakuszi                        | játékfilm          |
| 1960 | A Noszty fiú esete Tóth Marival   |                                | játékfilm          |
| 1960 | Három csillag                     |                                | játékfilm          |
| 1960 | Virrad                            |                                | játékfilm          |
| 1959 | Dúvad                             | Balogh                         | filmdráma          |
| 1959 | Merénylet                         |                                | filmdráma          |
| 1959 | Pár lépés a határ                 |                                | filmdráma          |
| 1958 | Vasvirág                          | Franci                         | filmdráma          |

## Szinkronszerepek
| filmcím | eredeti filmcím                                                                                          | év   | szerep                       | színész             |
| --- | --- | ---- | ---------------------------- | ------------------- |
| Becsületből elégtelen                                                                                            | Mr. Smith Goes to Washington                                                                             | 1939 | Diz Moore                    | Thomas Mitchell     |
| Intermezzo | Intermezzo: A Love Story                                                                                 | 1939 | Charles Molez                | Cecil Kellaway      |
| Casablanca | Casablanca                                                                                               | 1942 | Signor Ferrari               | Sydney Greenstreet  |
| Stan és Pan, a táncmesterek                                                                                      | The Dancing Masters                                                                                      | 1943 | Oliver Hardy                 | Oliver Hardy        |
| Gilda | Gilda | 1946 | Pio bácsi                    | Steven Geray        |
| Szép remények | Great Expectations                                                                                       | 1946 | Mr. Jaggers                  | Francis L. Sullivan |
| Bajbajutott gentleman                                                                                            | Will Any Gentleman…?                                                                                     | 1953 | Dr. Smith                    | James Hayter        |
| Kenyér, szerelem, fantázia                                                                                       | Pane, amore e fantasia                                                                                   | 1953 | (további magyar hang)        |                     |
| Bíborsivatag | The Purple Plain                                                                                         | 1954 | Blore                        | Maurice Denham      |
| Édentől keletre                                                                                                  | East of Eden                                                                                             | 1955 | Sam, a seriff                | Burl Ives           |
| Trapéz | Trapeze                                                                                                  | 1956 | Bouglione                    | Thomas Gomez        |
| Hamu és gyémánt                                                                                                  | Popiól i diament                                                                                         | 1958 | (további magyar hang)        |                     |
| A nevelő | Der Pauker                                                                                               | 1958 | Freddy Blei                  | Gert Fröbe          |
| A spessarti fogadó                                                                                               | Das Wirtshaus im Spessart                                                                                | 1958 | lelkész                      | Otto Storr          |
| Mindenki haza!                                                                                                   | Tutti a casa                                                                                             | 1960 | tiszteletes                  |                     |
| A szép Antonio                                                                                                   | Il Bell`Antonio                                                                                          | 1960 | (további magyar hang)        |                     |
| Álom luxuskivitelben                                                                                             | Breakfast at Tiffany’s                                                                                   | 1961 | Sally Tomato                 | Alan Reed           |
| Az ezüstkulcs rejtélye                                                                                           | The Clue of the Silver Key                                                                               | 1961 | Meredith                     | Bernard Lee         |
| Az igazak álma                                                                                                   | Der Schlaf der Gerechten                                                                                 | 1962 | Fritz Walker                 | Benno Sterzenbach   |
| Ébredjetek és énekeljetek!                                                                                       | Wachet und singet                                                                                        | 1964 | Merty                        | Erik Ode            |
| Fekete Péter | Černý Petr                                                                                               | 1964 | Péter apja                   | Jan Vostrčil        |
| Számadás a lelkiismerettel                                                                                       | Rachunek sumienia                                                                                        | 1964 | Alex                         | Aleksander Sewruk   |
| Alphaville | Alphaville, une étrange aventure de Lemmy Caution                                                        | 1965 | Henry Dickson                | Akim Tamiroff       |
| Azok a csodálatos férfiak a repülő masináikban avagy hogyan repültek Londonból Párizsba 25 óra és 11 perc alatt' | Those Magnificent Men in Their Flying Machines or How I Flew from London to Paris in 25 hours 11 minutes | 1965 | Manfred von Holstein ezredes | Gert Fröbe          |
| Verseny a javából                                                                                                | The great race                                                                                           | 1965 | Boracho polgármestere        | Hal Smith           |
| Frédi, a csempész-rendész                                                                                        | The Man Called Flintstone                                                                                | 1965 | (további magyar hang)        |                     |
| Intim megvilágításban                                                                                            | Intimni osvetleni                                                                                        | 1966 | nagypapa                     | Jan Vostrčil        |
| Riporterek gyöngye                                                                                               | Press for Time                                                                                           | 1966 | Ernest Corcoran              | Derek Francisl      |
| Folytassa, doktor!                                                                                               | Carry on Doctor                                                                                          | 1967 | Sir Edmund Burke             | Derek Francis       |
| Tűz van, babám!                                                                                                  | Horí, má panenko                                                                                         | 1967 | tűzoltóparancsnok            | Jan Vostrčil        |
| Az Angyal vérbosszúja                                                                                            | Vendetta for the Saint                                                                                   | 1968 | Maresciallo                  | Guy Deghy           |
| Charly | Charly                                                                                                   | 1968 | Hank                         | Barney Martin       |
| Kis nagy ember                                                                                                   | Little Big Man                                                                                           | 1970 | (további magyar hang)        |                     |
| Tombol a hold | The Raging Moon                                                                                          | 1971 | Bob bácsi                    | Bernard Lee         |
| A fej nélküli lovas                                                                                              | Vsadnik bez golovy                                                                                       | 1972 | Mr. Poindexter, Udli bácsi   |                     |
| Folytassa, főnővér!                                                                                              | Carry on Matron                                                                                          | 1972 | Pearson                      | Michael Nightingale |
| A sakkozó tolvaj                                                                                                 | The Thief Who Came to Dinner                                                                             | 1973 | (további magyar hang)        |                     |
| Zsák a foltját                                                                                                   | When Greek Meets Greek and Dean                                                                          | 1975 | Lord Driver                  | Roy Kinnear         |
| Falusi szerelem                                                                                                  | Liebe im Dorf                                                                                            | 1976 | Allinger                     | Helmut Qualtinger   |
| A lator | Il ladrone                                                                                               | 1980 | (további magyar hang)        |                     |
| Gallipoli | Gallipoli                                                                                                | 1981 | Jack                         | Bill Kerr           |